# فرانک و سیندی
فرانک و سیندی (انگلیسی: Frank and Cindy) یک فیلم کمدی به نویسندگی و کارگردانی جی.جی. اخترن‌کمپ با بازی رنه روسو، اولیور پلات، جانی سیمونز، جین لوی و مارک مارون بر اساس داستان واقعی و مستندی به همین نام در سال ۲۰۰۷ ساخته شده است. این فیلم در ۱۶ ژوئن ۲۰۱۵ در ایالات متحده منتشر شد.

## داستان
کارگردان داستان رابطه اش با مادر خود “سیندی” و ناپدری‌اش “فرانک” را در این فیلم به تصویر می‌کشد.

## تولید
فیلمبرداری این فیلم در اوت ۲۰۱۳ آغاز شد.